# Таммуз (месяц)
Таммуз (ивр. תַּמּוּז‎) — четвёртый месяц еврейского календаря при отсчёте от Исхода из Египта и десятый при отсчёте от сотворения мира. Название происходит от имени вавилонского бога, упоминаемого в книге Иезекиля. Состоит из 29 дней.
17 числа этого месяца отмечается пост в память о прорыве стен Иерусалима римлянами при разрушении Второго Храма.
В турецком календаре соответствует июлю (тур. Temmuz), в казахском календаре — августу (каз. Тамыз). В Сирии и Ираке словом Таммуз называют месяц июль.